# 丘倫皮納山
13°51′19″S 71°05′54″W / 13.85528°S 71.09833°W
丘倫皮納山（Chullumpina），是秘魯的山峰，位於該國東南部庫斯科大區，由坎奇斯省的皮圖馬卡區負責管轄，屬於韋爾卡努塔山脈的一部分，海拔高度約5,200米。